# Suite voor piano (Hovhaness)
Alan Hovhaness componeerde zijn Suite opus 96 in 1967, doch de geschiedenis van dit werk gaat waarschijnlijk terug tot begin jaren 50 gezien dat opusnummer. De suite opus 96 zonder verdere aanduiding is geschreven voor solopiano en is een doorgecomponeerd (zonder pauzes) werk. Het werk valt in drie secties uiteen:
1. Dolorosa; het is een aaneenschakeling van arpeggio’s, die qua toonhoogte op en neer gaat; als een stromende rivier;
2. Invocation Jhala; gerelateerd aan de Japanse muziekvorm Jhala en muziekinstrument Jhala taranga (kommen met water); het is geschreven in de ABA-vorm (eerste thema, tweede thema, herhaling eerste thema);
3. Mystic temple; de rechterhand speelt een parallelle melodielijn die consequent dissonant is; de linkerhand zorgt voor een gedegen tonale basis.

## Discografie
- Uitgave Hearts of Space: Saha Arzruni – piano
- Uitgave Koch International: Marvin Rosen - piano